# .45 Colt
El .45 Colt (11,43 x 33 R) es un cartucho para revólver desarrollado en 1872 por Colt.
| Especificaciones       | Especificaciones |
| ---------------------- | ---------------- |
| Diámetro del proyectil | .452 pulgadas    |
| Diámetro del cuello    | .480 pulgadas    |
| Diámetro de la base    | .480 pulgadas    |
| Diámetro del borde     | .512 pulgadas    |
| Grosor del borde       | .060 pulgadas    |
| Longitud de la caja    | 1,285 pulgadas   |
| Longitud total         | 1,600 pulgadas   |
| Capacidad de la vaina  | 41,60 gr H2O     |
| Torsión del estriado   | 1 pulg. 16 pulg. |
| Tipo de cebo           | Pistola grande   |
| Presión máxima (CIP)   | 15,900 psi       |
| Presión máxima (SAAMI) | 14,000 psi       |

## Desarrollo
Este cartucho de revólver es el usado por el afamado revólver del oeste estadounidense, el Colt Single Action Army (Colt de Acción Simple del Ejército), más conocido por sus usuarios civiles como "Peacemaker" o "Frontier".
Fue el primer cartucho de Colt con vaina de metal, en lugar de ser un cartucho de papel, con la evidente mejora de fiabilidad frente a la humedad y otras condiciones. Esto ayudó mucho a su popularidad. También su alto poder de detención.
El cartucho original usaba pólvora negra, que en 1917 se sustituyó por la más moderna y potente nitropólvora, aunque la primera todavía se usa, especialmente en armas que copian o se adaptan a los viejos modelos del salvaje oeste.
El .45 Long Colt tiene un considerable poder de detención, capaz de derribar de un disparo a un hombre con facilidad. Por ejemplo, durante los enfrentamientos entre los soldados estadounidenses y los juramentados moros de Filipinas, los primeros volvieron a usar sus viejos revólveres calibre .45 LC a pesar de ser más lentos, pesados y tener más retroceso, debido a esa seguridad que daba el poder neutralizar a un atacante de un solo disparo, aunque la efectividad de lo que llaman "poder de detención" es hoy en día aún cuestionada.
Y en su capacidad se basó el .45 ACP, que sería reglamentario durante más de 70 años.

## Características
Con una bala de 250 granos (16,2 gramos) y nitro-pólvora, desarrolla 260 m/s y 570 julios.